# Groffliers
Groffliers é uma comuna francesa na região administrativa de Altos da França, no departamento de Pas-de-Calais. Estende-se por uma área de 8,09 km². Em 2010 a comuna tinha 1 558 habitantes (densidade: 192,6 hab./km²).